# Flugzeugkollision von Tokio-Haneda 2024
Die Flugzeugkollision von Tokio-Haneda 2024 war ein Flugunfall, der sich in den Abendstunden des 2. Januar auf dem Flughafen Tokio-Haneda ereignete. Ein nach dem Inlandsflug als Japan-Airlines-Flug 516 (Flugnummer: JL516) landender Airbus A350-941 der Japan Airlines (JAL) kollidierte mit einer startbereiten De Havilland DHC-8-315Q der japanischen Küstenwache (JCG, englisch Japan Coast Guard). Beide Maschinen gerieten in Brand. Alle 379 Passagiere und Crewmitglieder des Airbus konnten das brennende Großraumflugzeug verlassen. In dem kleineren Flugzeug der Küstenwache überlebte nur einer der sechs Insassen.

## Beteiligte Flugzeuge

### Airbus A350 der Japan Airlines

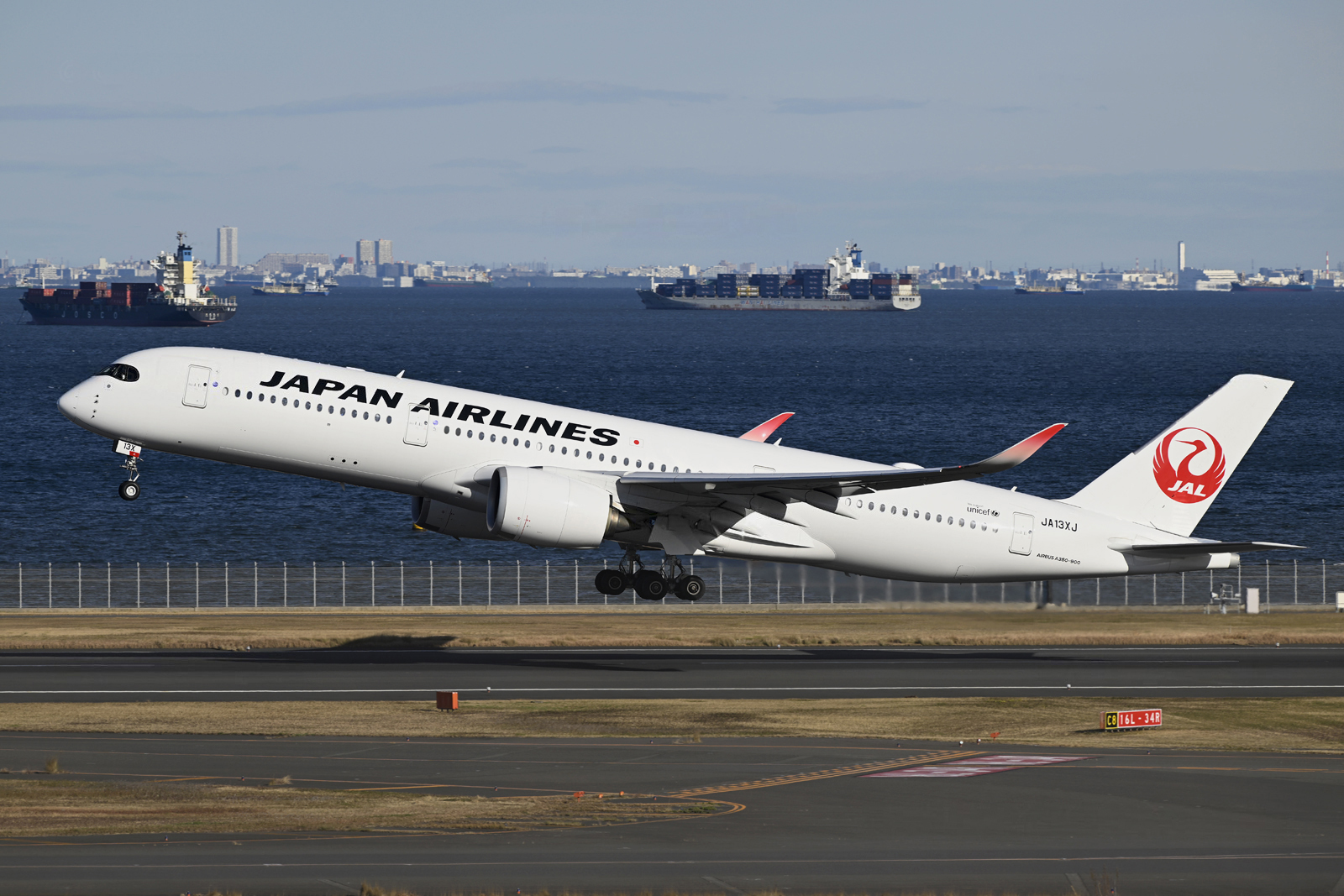
Der betroffene Airbus A350 mit dem Luftfahrzeugkennzeichen JA13XJ von JAL am Flughafen Tokio-Haneda im Jahr 2023

Bei dem betroffenen Passagierflugzeug der Japan Airlines handelte es sich um einen Airbus A350-941 mit der Werknummer 538, der am 20. September 2021 mit dem vorläufigen Luftfahrzeugkennzeichen F-WZFS seinen Erstflug vom Airbus-Werk in Toulouse absolviert hatte. Am 10. November 2021 wurde die Maschine an Japan Airlines ausgeliefert und erhielt in diesem Zuge das Luftfahrzeugkennzeichen JA13XJ. Das zweistrahlige Großraumflugzeug war mit Turbofantriebwerken des Typs Rolls-Royce Trent XWB-75 ausgestattet.
Dies ist der erste schwere Zwischenfall unter Beteiligung eines Airbus A350 sowie der erste Totalverlust dieses Typs.
Es handelt sich außerdem um den ersten Zwischenfall mit Totalverlust für Japan Airlines seit 1985.

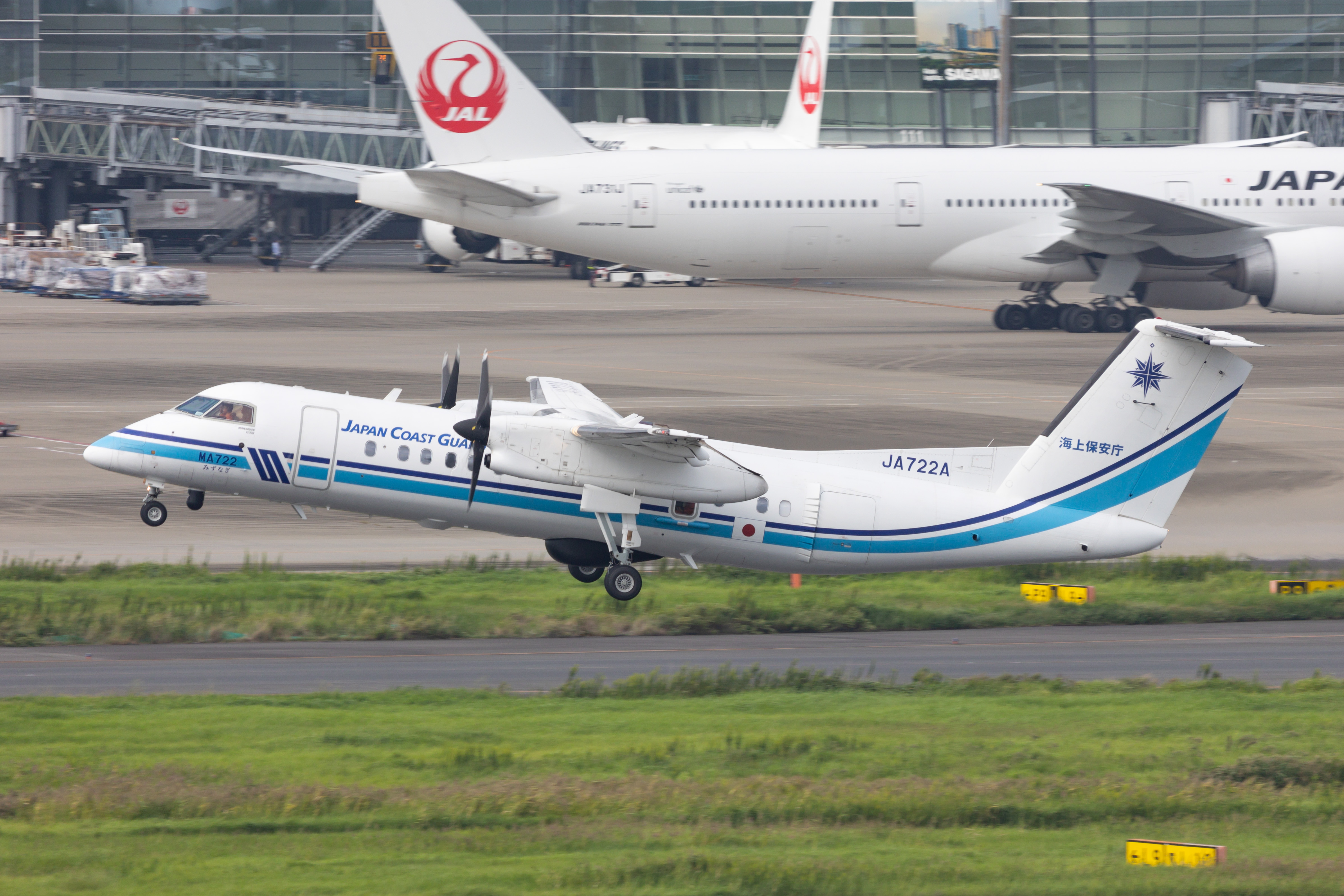
Die betroffene DHC-8-315Q mit dem Luftfahrzeugkennzeichen JA722A der JCG am Flughafen Tokio-Haneda im Jahr 2023

### De Havilland DHC-8-315Q der japanischen Küstenwache
Bei dem zweiten betroffenen Flugzeug handelte es sich um eine De Havilland DHC-8-315Q. Die Maschine mit der Werknummer 656 wurde Anfang 2009 im Werk von De Havilland Canada am Flughafen Toronto/Downsview endmontiert und erhielt zunächst das Test-Luftfahrzeugkennzeichen C-FOIY. Am 10. Februar 2009 wurde die Maschine an die Japanische Küstenwache ausgeliefert und erhielt das Luftfahrzeugkennzeichen JA722A sowie die Flottennummer MA722. Das Kurzstreckenflugzeug mit Sonderausrüstung zur Seeüberwachung war mit zwei Turboproptriebwerken des Typs Pratt & Whitney Canada PW123E ausgestattet.
Es gibt keinen Beleg dafür, dass die Maschine zum Zeitpunkt des Unfalls mit einem ADS-B-Transponder versehen war, da diese zum Unfallzeitpunkt lediglich zur verpflichtenden Grundausstattung von Verkehrsflugzeugen und den meisten Businessjets gehörten (im Unterschied zum schon länger vorgeschriebenen einfachen Transponder).

## Unfallhergang

Lageplan des Flughafens mit dem Ort der Kollision und den Wrackteilen der beiden Flugzeuge.

Der Airbus A350 der Japan Airlines hatte um 16:27 Uhr JST vom Flughafen Neu-Chitose bei Sapporo abgehoben. Den Flug hatten 367 Passagiere angetreten, es befand sich zudem eine zwölfköpfige Besatzung an Bord. Um 17:47 Uhr kollidierte er nach dem Aufsetzen auf der Landebahn 34R des Flughafens Tokio-Haneda mit dem Flugzeug der Küstenwache, das Hilfsgüter in das Gebiet an der Westküste des Landes bringen sollte, das am Vortag von einer Serie von schweren Erdbeben erschüttert worden war. In der Folge brach das Bugfahrwerk. Das durch den Zusammenprall freigesetzte Kerosin entzündete sich noch während des Ausrollens des Airbus und setzte ihn in Brand. Er kam mehrere hundert Meter weiter zum Stehen. Dort gelang es den Passagieren, sich in Sicherheit zu bringen, bevor die Passagierkabine trotz der Löscharbeiten der Flughafenfeuerwehr vollständig ausbrannte.
Laut Japan Airlines konnten alle 367 Passagiere (darunter acht Kinder unter zwei Jahren) und zwölf Besatzungsmitglieder das Flugzeug über die Notrutschen verlassen. Von den sechs Personen an Bord der De Havilland DHC-8 starben fünf, der Kapitän überlebte schwer verletzt.

## Untersuchung
Am 3. Januar kündigte neben der Verkehrsbehörde auch die Polizei separate Ermittlungen an. Die Flugschreiber (englisch flight data recorder und cockpit voice recorder) der Turboprop-Maschine waren zu diesem Zeitpunkt bereits geborgen worden. Der Flugdatenschreiber der A350 konnte am 5. Januar geborgen werden; der Cockpit Voice Recorder am darauffolgenden Tag.
Das Verkehrsministerium legte in einer ersten Verlautbarung nahe, dass sich die Maschine der Küstenwache unerlaubterweise auf der Landebahn befunden hatte, möglicherweise aufgrund von Missverständnissen im Funkverkehr. Der schwerverletzt gerettete Kapitän der DHC-8 hatte in einer ersten Äußerung ausgesagt, davon ausgegangen zu sein, bereits eine Starterlaubnis erhalten zu haben. Unfallbegünstigend könnte gewirkt haben, dass die „Stop bar lights“, die kreuzende Flugzeuge vor unzulässigem Einfahren auf Landebahnen visuell warnen sollen, zum Unfallzeitpunkt wegen Wartungsarbeiten außer Betrieb waren.
Nach der Beseitigung der Trümmer auf dem Flughafengelände wurde die betreffende Start- und Landebahn zum 8. Januar wieder für den Verkehr freigegeben.
Das Japan Transport Safety Board (運輸安全委員会, Un'yu Anzen Iinkai, JTSB) veröffentlichte am 24. Juni und am 25. Dezember 2024 Zwischenberichte. Im ersten Zwischenbericht aus dem Juni wurde festgestellt, dass es insgesamt zu wenig Personal am Flughafen gab, um die Notfallfahrzeuge wie Rettungswagen, die von außerhalb kamen, rechtzeitig auf das Gelände zu begleiten und ihnen zeitnah zu ermöglichen, das Gelände mit Verletzten wieder sicher zu verlassen. Teilweise kam es hier zu Verzögerungen von 30 Minuten, bis die Fahrzeuge wieder auf dem Weg in ein Krankenhaus waren.
Der Bericht vom 25. Dezember 2024 geht mehr auf die möglichen Unfallursachen ein. Er stellt zum einen fest, dass der Fluglotse der Besatzung der japanischen Küstenwache ausschließlich die Anweisung gegeben hatte, zum Rollhalt C5 der Start- und Landebahn zu rollen, dass sie „Number 1 for take-off“ (also zeitnah mit einer Startfreigabe rechnen konnten) seien, und dass der Copilot der Dash 8 diese Anweisung auch korrekt zurückgelesen hatte. Der Kapitän hingegen rollte auf die Bahn auf und sagte aus, dass er davon ausgegangen war, dass das so korrekt sei, weil die Maschine zu einer humanitären Mission nach dem Noto-Erdbeben vom 1. Januar 2024 unterwegs war und sie deshalb entsprechend priorisiert würden. Der Copilot hingegen war während des Aufrollens damit beschäftigt, eine Checkliste zu lesen und generell war die Besatzung der Küstenwache aufgrund ihrer Mission laut des Berichts in Eile, was zum Unfallgeschehen mit beigetragen haben könnte. Warum der Fluglotse, der ein Bodenradar zur Verfügung hatte, auf dem das falsche Aufrollen auf die Bahn auch angezeigt wurde, dieses Missverständnis nicht entdeckte oder welche Chancen die Besatzung des Japan-Airlines-Fluges hatte, die Maschine der Küstenwache auf der Bahn zu erkennen, sind Gegenstand weiterer Untersuchungen. Bezüglich der Evakuierung wurde festgestellt, dass aufgrund der Kollision die Kommunikationsmöglichkeiten in der Kabine sehr eingeschränkt waren und aufgrund ihrer Ausbildung die Flugbegleiter selbstständig ohne Rücksprache mit dem Cockpit mit einer Evakuierung begonnen hatten und dass dieses umsichtige Verhalten dazu beigetragen hatte, dass alle Personen an Bord des Japan-Airlines-Fluges diesen Zwischenfall überlebt haben.